# Die Azteken-Mumie gegen den Menschen-Roboter
Die Azteken-Mumie gegen den Menschen-Roboter (Originaltitel: La momia azteca contra el robot humano) ist ein mexikanischer Horrorfilm von Rafael Portillo aus dem Jahr 1958.

## Handlung
Dr. Eduardo Almada holt zwei Wissenschaftler zu sich, um ihnen von aktuellen Gegebenheiten zu berichten. Beide waren vor fünf Jahren bei einem Psychologiekongress dabei, auf dem Almada von seiner Theorie berichtete, nach der Menschen unter Hypnose in ihr früheres Leben eintauchen können. Seine These wurde damals verrissen. Er testete sie jedoch an seiner Frau Flor, die unter Hypnose in ihr früheres Leben als Aztekin Xochitl eintauchte. Sie verliebte sich damals in den Krieger Popoca und wollte mit ihm fliehen, wurde jedoch vom Priester gefangen genommen. Popoca wurde lebendig begraben, während Xochitl dem Aztekengott geopfert wurde. Dabei trug sie eine Kette und einen Brustschild, das in Hieroglyphen den Weg zum Schatz der Azteken wies. Popoca wurde wiederum mit einem Fluch belegt, der ihn dazu zwang, in Ewigkeit auf beide Schmuckstücke aufzupassen.
Almada fährt in seinem Bericht fort. Er begab sich mit Flor, ihrem gemeinsamen Sohn, Assistent Pinacate und Flors Vater zur Aztekenpyramide. Sie fanden hier Xochitls Überreste und nahmen den Brustschild an sich. Da die Hieroglyphen nur in Kombination mit der Kette entschlüsselbar waren, gingen Almada, Pinacate und Flors Vater kurz darauf zur Pyramide zurück, wo sie Popocas Mumie begegneten, die die Gruppe angriff. In der Folgezeit kam die Mumie zu Almadas Haus und entführte Flor, um sie zu opfern. Flor konnte befreit werden, wobei ihr Vater ums Leben kam und die Pyramide einstürzte. Dinge veränderten sich, als der kriminelle Wissenschaftler Dr. Krupp, der Almadas Unternehmungen verfolgte, beide Schmuckstücke aus der verfallenen Pyramide stahl und Flor und Almadas Sohn entführte. So brachte er Almada dazu, für ihn die Hieroglyphen zu entschlüsseln. Das Gold der Azteken sollte Krupp ermöglichen, ein teures Experiment durchzuführen. Bevor die Entschlüsselung jedoch fertiggestellt war, erschien die Mumie, griff Krupp und seinen Handlanger Bruno an und nahm die beiden Schmuckstücke an sich. Krupp gelang die Flucht. Wenig später manipulierte er Flor, die er als Schlafwandlerin in seine Gewalt bringen konnte. Da Flor die Wellen der Mumie empfangen konnte, führte sie Krupp auf den alten Friedhof, wo die Mumie in einem Mausoleum schlief. Krupp wusste, dass er die Schmuckstücke nicht an sich nehmen konnte, ohne die Mumie zu wecken. Auch Almada und seine Männer fanden die Mumie später vor und weckten sie nicht.
Jahre vergingen bis Krupp nun wieder aktiv zu sein scheint. Vor wenigen Tagen verschwanden eine Leiche, ein Hirn sowie eine Radiummaschine und Blei. Die Suche nach dem Bleiaufkäufer führt Almada und Pinacate zu Krupps Labor. Beide Männer werden gefangen genommen. Krupp führt ihnen seine große Erfindung vor: Er hat einen mit Radium angetriebenen menschlichen Roboter geschaffen, der nun die Mumie bekämpfen soll. Krupp und Bruno begeben sich mit dem Roboter zum Friedhof; Almada und Pinacate können sich befreien und mit Flor und der Polizei zum Friedhof folgen. Hier werden sie Zeuge, wie die Mumie den Roboter besiegt und anschließend Krupp und Bruno tötet. Flor besänftigt die Mumie und übergibt ihr den Brustschild und die Kette. Sie entschuldigt sich, dass beide Artefakte nie hätten gestohlen werden dürfen; die Mumie geht davon.

## Produktion
La momia azteca contra el robot humano war nach La momia azteca (1957) und Der Fluch der aztekischen Mumie der dritte Film um Dr. Eduardo Almada, seine Frau Flor und den bösen Dr. Krupp. Der Film enthält dabei in weiten Teilen Szenen der vorherigen Filme in Rückblenden, so wurde Flors Vater Dr. Sepúlveda bereits in Teil 1 durch die Mumie getötet (der Film verwendet an dieser Stelle ausschließlich Archivmaterial). Der Film wurde in den mexikanischen C.L.A.S.A. Studios gedreht. Die Filmbauten stammen von Javier Torres Torija.
La momia azteca contra el robot humano lief am 17. Juli 1958 in den mexikanischen Kinos an. Die Comedy-Fernsehreihe Mystery Science Theater 3000 (MST3K) stellte den Film am 25. November 1989 vor, wobei er im Stil der Reihe humoristisch kommentiert wurde. Im deutschsprachigen Raum war er ab dem 9. Januar 2017 im Internet unter dem Titel Die Azteken-Mumie gegen den Menschen-Roboter zu sehen.